# Mario Terzic

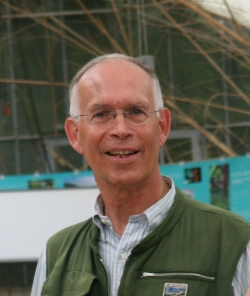
Mario Terzic

Mario Terzic (* 25. Juli 1945 in Feldkirch) ist Zeichner, Objektkünstler und Landschaftsdesigner.

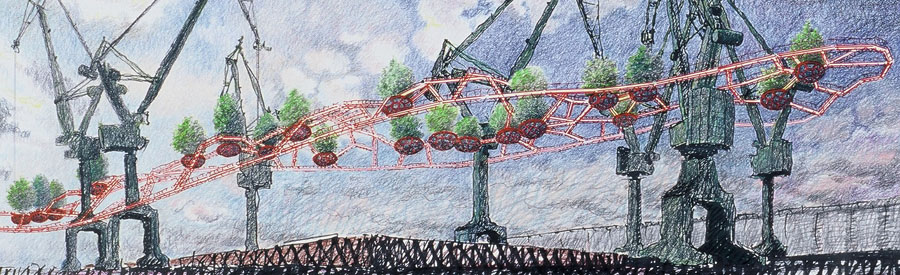
Entwurf Stocznia Gdańska Landscape Park, 2006

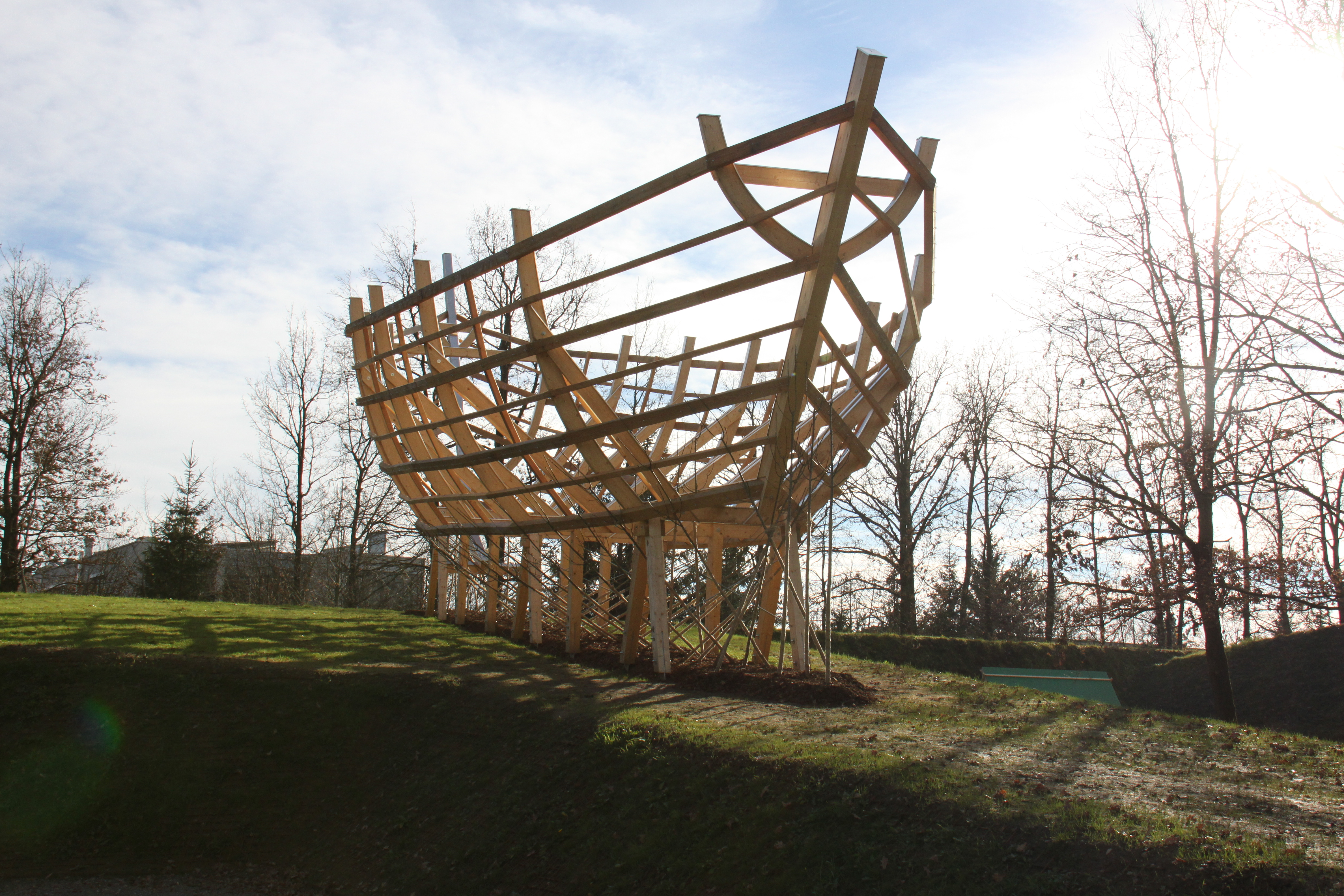
Arche aus lebenden Bäumen, 2010

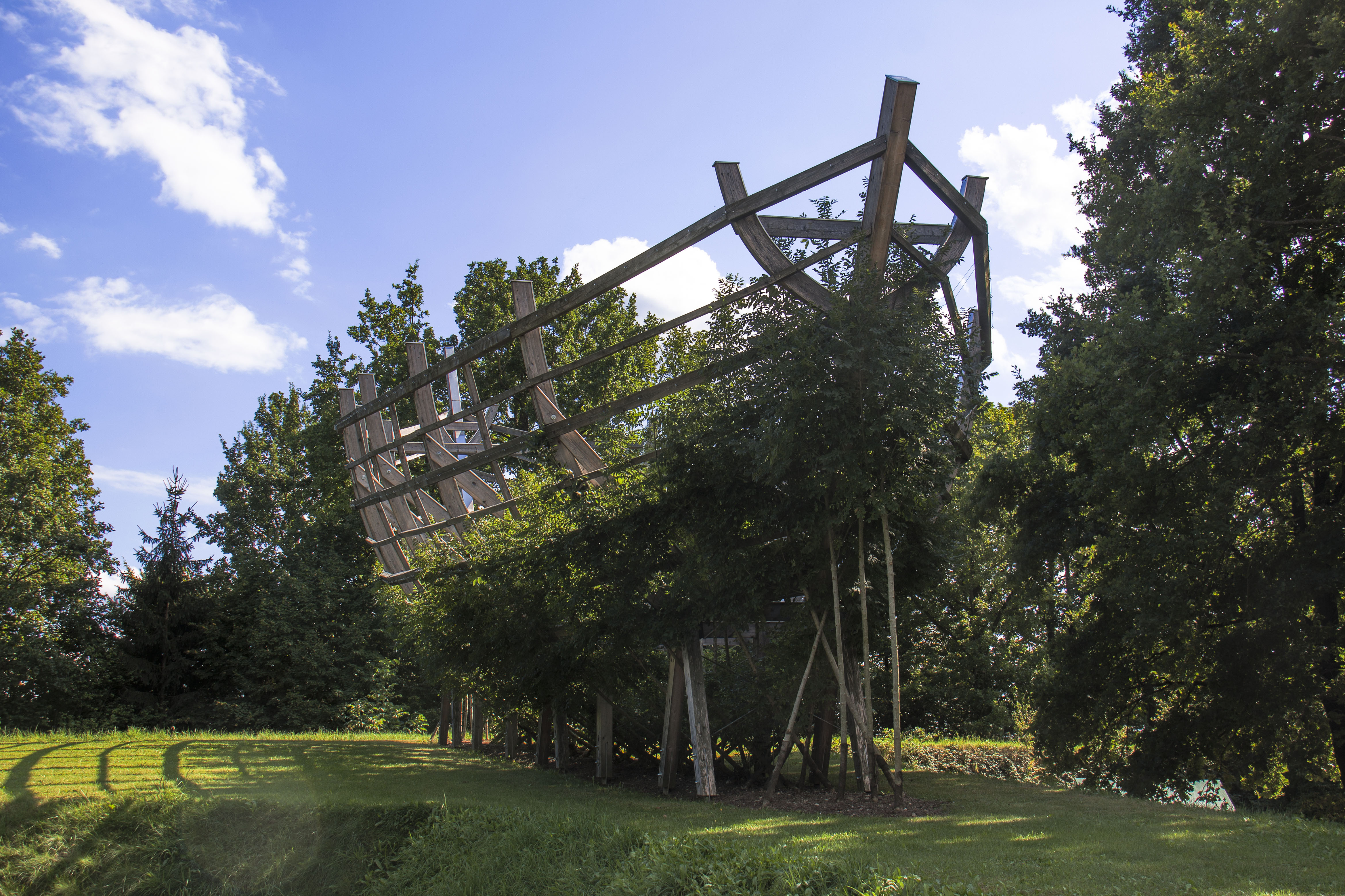
Arche aus lebenden Bäumen, 2015

## Leben und Werk
Erste künstlerische Anregungen erhielt Mario Terzic von seinem Lehrer Josef Stoitzner am Gymnasium Stubenbastei. Von 1964 bis 1968 studierte er an der Akademie für angewandte Kunst Wien. Sein Diplom machte er in Industrial Design bei Franz Hoffmann.
Terzic war von 1968 bis 1970 Mitarbeiter im Atelier von Walter Pichler in Wien. Ab 1970 waren seine Zeichnungen und Objekte in zahlreichen Ausstellungen zu sehen. 1979–1981 plante er die Garteninszenierung Arkadien für die Schlossgärten Belvedere in Wien und Creux-de-Genthod in Genf, ein Projekt, das schließlich nur als Ausstellung im Museum Moderner Kunst im Palais Liechtenstein realisiert wurde.
1984 veranstaltete er mit dem Badischen Kunstverein die Gruppenreise AutoMobil nach Südfrankreich und Italien, 1990 initiierte er die Reise Paris mit dem Seewerkzeugkasten.
Sowohl aufwändig gestaltete Feste wie Air de France (Champagnerball, Wiener Konzerthaus, 1987) und Pronto Verdi (Prodomo Wien, 1988), als auch Aktionen im öffentlichen Raum, wie Gegenblickanlage (Graz, 1993) und Hohe Schneiderei (Ulm, 1993), bilden den Erfahrungsraum für seine Gartenprojekte.
1991 wurde er als ordentlicher Professor für Grafik an die Hochschule für angewandte Kunst Wien berufen. Ab 1992 betrieb er mit Assistenten und Studenten seiner Klasse den Garten des Palais Rasumofsky und gründete 1998 die Gruppe Trinidad – Kunst.Garten.Agrikultur, die bis 2003 bestand. 2000 gründete Terzic an der Angewandten die Klasse für Landschaftsdesign. Er erarbeitete zahlreiche theoretische Projekte und Entwürfe zu diversen Aspekten des Landschaftsdesigns, wie zum Beispiel Stocznia Gdańska Landscape Park (Gdańsk, 2006), Erneuerung des Gartens der Villa Primavesi (Wien, 2007) und Projekt zur Freiraumgestaltung der Reininghaus-Gründe (Graz, 2008). 2010 baute er auf Einladung des Universalmuseums Joanneum im Österreichischen Skulpturenpark die Arche aus lebenden Bäumen.
Terzic lebt und arbeitet in Wien.

## Lehrtätigkeit
- 1974–1979 Hochschule für angewandte Kunst Wien, Lehrbeauftragter in der Meisterklasse für Industrial Design, Hans Hollein
- 1982–1983 Hochschule für Gestaltung Offenbach am Main, Gastprofessor am Institut für visuelle Kommunikation
- 1991–2000 Hochschule für angewandte Kunst Wien, ordentlicher Professor und Leiter der Meisterklasse für Grafik
- seit 2000 Universität für angewandte Kunst Wien, ordentlicher Professor, Gründer und Leiter der Klasse für Landschaftsdesign (seit 2013 Professor emeritus)
- 2011–2014 Tsinghua-Universität Peking, Academy of Fine Arts & Design, Gastprofessur am Studio für Architektur und Environment Art Design
- 2014 China Central Academy of Fine Arts, Peking, Gastprofessur am Institut für Public Art

## Ausstellungen
- 1971 Biennale de Paris
- 1972 / 1974 Galerie nächst St. Stephan, Wien
- 1975 / 1977 Galerie Appel & Fertsch, Frankfurt am Main
- 1978 Historissimus, Historisches Museum Frankfurt
- 1981 Arkadien, Museum Moderner Kunst, Palais Liechtenstein, Wien
- 1982 Pompeji retour, Württembergischer Kunstverein Stuttgart
- 1986 Hotel Prodomo, Wien
- 1998 Immobilien und Realitäten, Gruppe Trinidad, Architekturzentrum Wien
- 2001 Sacred to Venus, Gruppe Trinidad, Osterley Park House, London
- 2007 Emergence, Europäisches Forum Alpbach
- 2012 Humus – Landscape Design, Visual Art Center, Tsinghua-Universität Peking und Chung Chen Sun Art Museum, Yunnan-Universität, Kunming
- 2015 Terza Natura, Prodomo, Wien

## Publikationen
- Historissimus, Fünf Feste zum hundertjährigen Jubiläum – Eine Ausstellung, Historisches Museum Frankfurt, 1978, mit Beiträgen von Detlef Hoffmann, Georg Bussmann, Horst Appel.
- Vergangenheit, Gegenwart, Zukunft, Württembergischer Kunstverein, Stuttgart 1982
- Hotel Prodomo, Wien 1986
- Die Projekte 1979–1989, Wien 1989, mit Beiträgen von Kristian Sotriffer, Heinz Tesar, Christoph Ransmayr, Tilman Osterwold, Christian Thiel, Dieter Ronte, Peter Teichgräber.
- August Sarnitz (Hrsg.): Museumspositionen, Residenz Verlag, Salzburg 1992, ISBN 3-7017-0781-2.
- mit Karl Födermair: André Le Nôtre starring Christian de Portzamparc, Hochschule für angewandte Kunst Wien, Wien 1998, ISBN 3-85211-069-6.
- Trinidad: Harrach GT, Wien 1999, mit Beiträgen von Lucius Burckhardt und Otto Kapfinger, ISBN 3-85211-085-8.
- The Trinidad Group: Sacred to Venus, The National Trust, London 2001, ISBN 3-85211-092-0.
- Landschaftsdesign Mario Terzic, Böhlau Verlag, Wien / Köln / Weimar 2007, ISBN 978-3-205-77666-6.
- Tim Richardson: Avant Gardeners, Thames & Hudson, London 2008, ISBN 978-0-500-51393-4.
- Atzgerei Production: Enzian und Potenzialis, DVD-Video, Wien 2010.
- Tim Richardson: Futurescape, Thames & Hudson, London 2011, ISBN 978-0-500-51577-8.
- Humus – Landscape Design, Böhlau Verlag, Wien / Köln / Weimar 2012, ISBN 978-3-205-78899-7.
- Humus and Shoots, Verlag Ifeng Space, Tianjin 2014, ISBN 978-7-5537-3373-9.
- Tim Richardson: Landscape and Garden Design Sketchbooks, Thames & Hudson, London 2015, ISBN 978-0-500-51804-5.